# Rivière Châteauguay
Der Rivière Châteauguay (französisch;  in Kanada) oder  Chateaugay River (englisch; in den USA) ist ein rechter Nebenfluss des Sankt-Lorenz-Stroms in der kanadischen Provinz Québec und im US-Bundesstaat New York.

## Flusslauf
Der Fluss hat seinen Ursprung im Upper Chateaugay Lake im Franklin County (New York). Er fließt in nördlicher Richtung nach Kanada. Dabei durchfließt er den Stausee Lower Chateaugay Lake und überwindet bei Chateaugay, NY den Wasserfall High Falls (⊙). Nördlich der Grenze wird der Fluss von einer gedeckten Brücke, der Pont de Powerscourt, überspannt. Der Rivière Châteauguay passiert die Kleinstadt Huntingdon, wo der Rivière Trout linksseitig in ihn mündet. Anschließend wendet er sich nach Nordosten und durchfließt die Verwaltungsregion Montérégie. Nach Durchfließen der Gemeinde Ormstown mündet der Rivière des Anglais rechtsseitig in den Fluss. Die Gemeinde Sainte-Martine befindet sich anschließend am rechten Flussufer. Schließlich erreicht der Rivière Châteauguay die gleichnamige Stadt Châteauguay und mündet mit zwei Flussarmen gegenüber von Montréal in den vom Sankt-Lorenz-Strom durchflossenen Lac Saint-Louis.
Der Rivière Châteauguay hat eine Länge von 121 km. Er entwässert ein Areal von 2543 km². Der mittlere Abfluss am Pegel 2 km oberhalb der Route 132 beträgt 38 m³/s.